# Sonic Adventure
Sonic Adventure – gra platformowa z serii Sonic the Hedgehog stworzona przez Sonic Team i wydana przez firmę Sega na konsolę gier wideo Dreamcast pod koniec 1998 roku. Jest pierwszą w pełni trójwymiarową grą z głównej serii. Sequel gry, Sonic Adventure 2, powstał w 2001 roku. Wydany był również na tę samą konsolę.

## Fabuła
Na samym początku gracz ma do dyspozycji jedną postać – niebieskiego jeża Sonica, główną postać gry. Wraz z rozwijaniem fabuły odblokowują się nowe postaci. Każda postać ma własny wątek fabularny, który przeplata się z innymi historiami lub je uzupełnia. Po odblokowaniu wszystkich postaci i ukończeniu historii każdej z nich, gracz otrzymuje dostęp do ostatniego wątku fabularnego, w którym to wciela się w Super Sonica. Wątek ten jest jakby podsumowaniem pozostałych historii, pokazuje on także prawdziwe zakończenie gry.
Po zdobyciu wszystkich 130 emblematów (medali) otrzymywanych za ukończony poziom, znalezienie czegoś, wygrane wyścigi Chao itp. gracz ma możliwość gry w trybie Trial Mode Metal Sonikiem.

### Prolog
Przed wiekami bogowie zesłali na ziemię Szmaragdy Chaosu. Szmaragdy te są źródłem potężnej i nieskończonej mocy. Jednak potężna moc jest również zaczątkiem chaosu i nieporządku. Rozzłoszczeni bogowie z powodu nadużywania szmaragdów stworzyli Główny Szmaragd, którego moc umożliwiała neutralizację pozostałych. Ten szmaragd otrzymał też swojego obrońcę, Chaosa, Boga Destrukcji. Mówi się, iż plemię kolczatek rozzłościło Chaosa próbując skraść Szmaragdy Chaosu, przez co zostało zniszczone w jedną noc, a Chaos zniknął na zawsze.
Doktor Eggman dowiedziawszy się o legendarnym Chaosie odnajduje Główny Szmaragd i niszczy go uwalniając w ten sposób samego Boga Destrukcji, aby wykorzystać jego nieograniczoną moc do przejęcia kontroli nad światem. Jednak wraz z Chaosem w szmaragdzie ukrywa się Tikal należąca niegdyś do starożytnego plemienia kolczatek, które zginęło przed wiekami. To ona zamknęła siebie i Chaosa w Głównym Szmaragdzie, chcąc w ten sposób zapobiec kolejnemu nieszczęściu. Dlatego też po jego uwolnieniu wyrusza w poszukiwaniu Sonica aby uniknąć kolejnej katastrofy.

### Sonic the Hedgehog
W Station Square główny bohater przypadkowo zaobserwował walkę obronną policji z Chaosem, wodnym potworem. Sonic postanowił go zniszczyć, jednak przeciwnik zdążył uciec – dosłownie spływając do kanału, nim potyczka się skończyła.
Następnego dnia najlepszy przyjaciel Sonica – lis Tails rozbija się na plaży swoim nowym samolotem Tornado, który był zasilany jednym z siedmiu Szmaragdów Chaosu. Uratowany przez niebieskiego jeża rusza wraz z nim pociągiem do jego warsztatu w Mistycznych Ruinach. Niespodziewanie na miejscu spotykają swojego odwiecznego wroga – Doktora Robotnika, zwanego również Eggmanem. Podstępem kradnie szmaragd i podaje go Chaosowi, potworowi, z którym Sonic walczył wcześniej. Wyjaśnia, że za każdym razem, gdy daje Chaosowi szmaragd, bestia pochłania jego moc.
Bohaterowie chcąc pokrzyżować plany zdobycia wszystkich siedmiu szmaragdów przez Dr. Eggmana próbują samodzielnie odszukać pozostałe. Znajdują dwa, w Windy Valley i Casinopolis, ale jeden z nich zostaje skradziony ponownie przez złego doktora. Kolejny znajdują w Ice Cap, jednak napotykają na swojej drodze Knucklesa – rywala jeża, który trwa w błędnym przekonaniu, że Sonic ma kawałki Głównego Szmaragdu. Dochodzi do drobnej bójki, podczas której jeż traci zdobyte szmaragdy. Sytuację wykorzystuje Dr. Eggman, który dzięki temu zdarzeniu posiada 4 szmaragdy i podaje je Chaosowi. W niebo wznosi się Egg Carrier, nowy powietrzny statek szalonego doktora, którym ucieka. Sonic i Tails gonią go Tornadem, jednak ich samolot zostaje trafiony silnym pociskiem z armaty Egg Carriera.
Sonic ląduje w Station Square, gdzie spotyka go Amy, która prosi go o pomoc w zajęciu się Ptaszkiem, noszącym jeden z cennych kryształów w pudełeczku zawieszonym na szyi. Jeż, jak zwykle, próbuje od niej uciec, jednak zostaje ona porwana przez robota Eggmana, ZERO i zabrana na Egg Carrier. Sonic zmuszony jest gonić latający statek pieszo. Z pomocą zjawia się Tails, który zaprasza jeża na pokład nowego Tornada 2, również zasilanego Szmaragdem Chaosu. Po alternatywnym lądowaniu wybierają się na poszukiwanie Amy. Sprawę utrudnia im szalony Dr. Robotnik transformując swój statek, co doprowadza do zmiany położenia jego głównych części. Udaje im się odnaleźć Amy i Eggmana, jednak ten drugi ucieka po zabraniu Ptaszkowi szmaragdu i wystawia do walki z jeżem swojego robota E-102. Amy jednak nie pozwala jeżowi go zniszczyć; twierdzi, iż jest jej przyjacielem. Tails wraz z Amy uciekają z Egg Carrier; Sonic decyduje się złapać Eggmana.
Gdy go odnajduje, doktor posiada sześć z siedmiu artefaktów. Sonic jest zmuszony walczyć z Chaosem, który niemalże osiągnął już swoją pełną moc. Jeżowi udaje się na szczęście odzyskać kryształy po walce zakończonej powodzeniem. Zostawia je jednak Knucklesowi na jego własne życzenie, a sam goni Eggmana po dżungli w Mistycznych Ruinach. Tajemnicze światło prowadzi go do ruin (Lost World), z których przenosi się w czasie do momentu kiedy Tikal i sanktuarium Głównego Szmaragdu jest atakowane przez plemię kolczatek. Zanim jednak może dowiedzieć się czegoś więcej, wraca do teraźniejszości. Podąża za Robotnikiem do jego bazy Final Egg i toczy z doktorem decydującą bitwę swojego wątku. Po pokonaniu go wraca do Mistycznych Ruinach i przebywa ze swoim najlepszym przyjacielem Tailsem. Sytuacja się uspokaja, gdyż 6 szmaragdów umieszczonych jest na Anielskiej Wyspie wraz z odbudowanym przez Knucklesa Głównym Szmaragdem, a siódmy jest w Tornadzie 2.

### Miles Tails Prower
Tails testował nowy samolot zasilany przez Szmaragd Chaosu. W trakcie lotu nastąpiła awaria i lis rozbił się na Emerald Coast. Znalazł go tam Sonic i zabrał do Station Square. Lis pokazał mu wówczas szmaragd i zaprosił do swojego warsztatu w Mystic Ruins. Tuż przed wejściem do laboratorium zaatakował ich Doktor Eggman, który domagał się Szmaragdu Chaosu. Tails pokonał Eggmana, ale doktor podstępem zabrał mu Szmaragd Chaosu. Następnie przywołał potwora o imieniu Chaos i podał mu szmaragd. Istota zmieniła kształt i zadowolony Eggman ogłosił, że planuje zebrać wszystkie szmaragdy i wykorzystać Chaosa do podboju Station Square. Sonic powiedział Tailsowi, że poprzedniego dnia walczył z Chaosem. Bohaterowie ruszyli szukać Szmaragdów Chaosu, aby zdobyć je przed Eggmanem. Udali się najpierw do Windy Valley po ciemnoniebieski szmaragd, a potem znaleźli srebrny szmaragd w Casinopolis. Stracili go tuż po wyjściu z kasyna, ponieważ napadł ich Doktor Eggman. Naukowiec potraktował ich gazem usypiającym i uciekł ze szmaragdem. Na szczęście szmaragd znaleziony w Windy Valley był bezpieczny. Tails i Sonic ruszyli do IceCap gdzie znaleźli zielony Szmaragd Chaosu. Po opuszczeniu śnieżnej doliny spotkali Knucklesa, który ich zaatakował. Kolczatka domagał się od Tailsa Szmaragdów Chaosu. Lis stoczył walkę z kolczatką w wyniku której upuścił dwa zebrane szmaragdy, które szybko zabrał Eggman. Okazało się, że doktor znowu oszukał Knucklesa. Naukowiec przywołał Chaosa 2 i podając mu szmaragdy zmienił go w Chaosa 4. Tails pokonał potwora, ale Eggman i Chaos zdołali uciec wykorzystując latającą fortecę Egg Carrier. Tails i Sonic ruszyli za nimi w pościg, zostawiając Knucklesa, który zresztą miał własne sprawy do załatwienia. Bohaterowie wykorzystali Tornado do ścigania Egg Carriera. Mimo że udało im się wyprzedzić statek, to zostali zestrzeleni przez potężny promień z głównego działa.
Tails wylądował z powrotem w Mystic Ruins i obudził się dopiero w nocy. Przedtem miał sen w którym przypomniało mu się jego pierwsze spotkanie z Soniciem. Lis doszedł do wniosku że mocno uzależnił się od Sonica, ale teraz musi samodzielnie znaleźć sposób na pokonanie Egg Carriera. W pobliskiej dżungli znalazł Szmaragd Chaosu, który zwinęła mu sprzed oczu żaba z ogonem. Tails dogonił ją w Sand Hill, ale wtedy ukazał mu się czerwony ognik. Lis został przeniesiony do starożytnego miasta kolczatek i spotkał tak Tikal. Odmawiała ona starą modlitwę i opowiedziała lisowi o ostatnich wydarzeniach z jej życia. Kiedy Tails chciał się jej przedstawić, wrócił do Mystic Ruins. W jego stronę zaczął biec kot Big i lis wystraszył się go, wypuszczając żabę. Na szczęście Tails zdołał wyciągnąć Szmaragd Chaosu. Lis wrócił do swojego warsztatu i zbudował Tornado 2, zasilane mocą szmaragdu. Lis poleciał następnie do Red Mountain aby ścigać Egg Carrier. Po drodze zabrał ze sobą Sonica i obaj ruszyli do walki. Tails transformował swój samolot i dzięki temu mógł zniszczyć główne działo fortecy. Następnie bohaterowie mieli lądować, ale okazało się, że lis zapomniał o kółkach w transformacji samolotu. Rozbili się na pasie startowym, ale wyszli z tego cało. Eggman utrudnił im dostanie się na mostek, transformując okręt w tryb defensywny. Tails i Sonic musieli przejść przez Sky Deck. Dostali się na mostek, ale przybyli za późno, ponieważ Eggman złapał Amy i zabrał towarzyszącego jej ptaka. Doktor wyciągnął od ptaka Szmaragd Chaosu, a następnie wezwał E-102 Gammę do rozprawienia się z bohaterami. Tails pokonał robota, ale Amy nie pozwoliła mu go wykończyć, mówiąc że jest jej przyjacielem. Lis odpuścił, a następnie zgodnie z zaleceniami Sonica zabrał Amy ze spadającego Egg Carriera.
Tails podrzucił Amy do Station Square i pożegnał się z nią. Na pobliskiej ulicy rozbił się Doktor Eggman i Tails zaczął się zastanawiać, co stało się z Soniciem. Okazało się, że Chaos został zniszczony, ale doktor planował zniszczyć miasto innym sposobem. Eggman wystrzelił w miasto pocisk, ale okazał się on niewypałem i doktor musiał go detonować ręcznie. Tails uświadomił sobie że nie może polegać na Sonicu i musi wziąć sprawy we własne ręce. Lis wyprzedził Eggmana i udało mu się rozbroić bombę. Później Tails zebrał się w sobie i pokonał Egg Walkera. Mieszkańcy miasta podziękowali mu i okrzyknęli go bohaterem. Zadowolony z siebie Tails poleciał do Mystic Ruins gdzie spotkał Sonica i opowiedział mu o swojej przygodzie.

## Rozgrywka
Jest to pierwsza w pełni trójwymiarowa gra z głównej serii (nie licząc anulowanego Sonic X-Treme na konsolę Sega Saturn) uważana za pozycję o niezwykłej (jak na ówczesne czasy) grafice. Była także jedną z pierwszych gier na konsolę Sega Dreamcast i zdaniem fanów była powrotem do klimatu znanego z gry Sonic & Knuckles wydanej w 1994 po wydaniu kilku nieudanych tytułów (Sonic 3D Blast, Knuckles’ Chaotix itd.) w okresie 1995–1997.

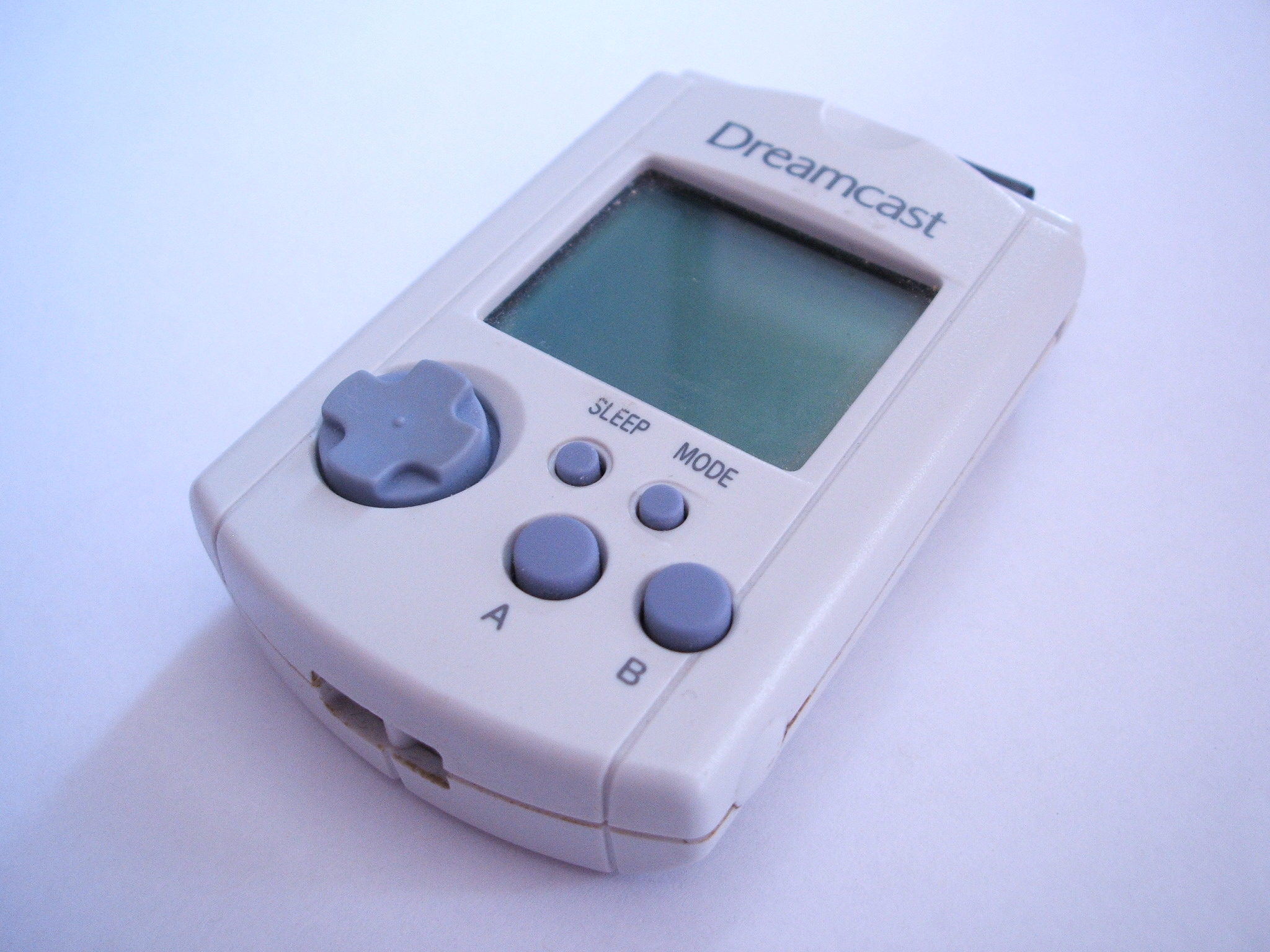
W Chao Adventure gra toczy się jak na konsoli przenośnej

Sonic Adventure jest pierwszą grą serii wydaną w Europie i Stanach Zjednoczonych w której głównego złoczyńcę określa się mianem doktora Eggmana, nie zaś zgodnie z poprzednimi tytułami, Doktor Robotnik (w Japonii nazwa Eggman funkcjonowała od początku). Dziś już wyjątkowo rzadko spotyka się określenie Robotnik, które zostało już praktycznie całkowicie zastąpione pseudonimem Eggman (nawet sam doktor określa siebie jako Doktor Eggman, choć w Sonic Adventure pseudonim ma charakter raczej prześmiewczy).
Po raz pierwszy w grze użyto również funkcji karty pamięci VMU oraz jej wyświetlacza. W grze występują stworzonka zwane Chao. Istnieje możliwość przeniesienia ich na VMU i opiekowania się nimi bez potrzeby uruchamiania gry na konsoli (à la Tamagotchi). Mini-gra otrzymała nazwę Chao Adventure: nasz podopieczny przemierza świat w którym spotykają go różne (generowane losowo) przygody. Dodatkowo dostępna jest również inna mini-gra umożliwiająca zwiększanie statystyk Chao.
Action Stage są poziomami, które można określić jako strefy z poprzednich odłon gier. W planszy tego typu gracz ma wyznaczony konkretny cel, który musi osiągnąć w przewidzianym czasie.

## Sonic Adventure DX: Director's Cut
Sonic Adventure DX: Director's Cut jest ulepszoną wersją Sonic Adventure wydaną na konsolę GameCube i komputery PC w 2003 i w 2004 roku. Zawiera dokładniejsze modele postaci, odświeżoną grafikę i dodatkowy tryb z misjami. Oprócz tego zawiera 12 ukrytych, grywalnych gier z konsoli Sega Game Gear.